# Contea di Walworth (Wisconsin)
La contea di Walworth (in inglese, Walworth County) è una contea dello Stato del Wisconsin, negli Stati Uniti. La popolazione al censimento del 2000 era di 93 759 abitanti.
Il capoluogo di contea è Elkhorn.
Altre città:
- Lake Geneva
- Whitewater
- Como